# Instituto de Previsión Militar (Guatemala)
El Instituto de Previsión Militar (IPM) es una entidad pública descentralizada, con personalidad jurídica, autónoma, patrimonio propio y con facultades para adquirir derechos y contraer obligaciones en el cumplimiento de sus fines.

## Marco Legal
El Instituto de Previsión Militar se rige por la siguiente base legal:
- Ley Orgánica del Instituto de Previsión Militar, Decreto-Ley 75-84 de la Jefatura de Estado.
- Reglamento General de Prestaciones y Beneficios del Instituto de Previsión Militar, Acuerdo Gubernativo 729-85 de la Jefatura de Estado.

## Objeto y Regímenes
El Instituto de Previsión Militar, tiene por objeto atender la seguridad social en el orden militar y otorgar las prestaciones siguientes:
- A sus afiliados:
- 1) Jubilación.
- 2) Prestación por retiro obligatorio.
- 3) Pensión por invalidez o incapacidad.
- 4) Seguro Dotal por jubilación con 30 años de servicio.

- A los beneficiarios:
- 1) Pensiones por fallecimiento:
- a. Viudez.
- b. Orfandad (hijos menores).
- c. Orfandad (hijos mayores inválidos e incapacitados).
- d. Para los padres.
- 2) Socorro por fallecimiento.
- 3) Seguro dotal por fallecimiento del afiliado en activo.

De acuerdo con su capacidad financiera, cubre otras prestaciones o beneficios que en el futuro determinen los reglamentos respectivos. 
Los regímenes por los que se rigen el Instituto de Previsión Militar son los siguientes:
- Régimen General; y
- Régimen Especial.

## Organización
El Instituto de Previsión Militar se organiza según su Ley Orgánica y reglamentos respectivos, de la siguiente manera:
- a) Órganos Superiores:
- 1) Junta Directiva.
- 2) Gerencia.[6]
- 3) Subgerencias.
- b) Órganos Consultivos:
- 1) Consejo Técnico.
- 2) Auditoría Interna.
- 3) Asesor Actuarial.
- c) Dependencias:
- 1) Departamento Administrativo
- 2) Departamento de Estadística
- 3) Departamento de Bienestar Social
- 4) Departamento de Informática
- 5) Departamento de Prestaciones
- 6) Unidad de Administración Financiera
- 7) Departamento de Inversiones
- 8) Departamento de Ingeniería
- 9) Departamento Legal
- 10) Unidad de Planificación
- 11) Otras que sean necesarias.